# Найден Кръстевич
Найден Кръстевич е български джелепин и благодетел.

## Биография
Роден е около 1750 година в Копривщица, тогава в Османската империя. По време на кърджалийските времена се изселва в Одрин. Изпъква в българския джелепски еснаф в града. Член е на Филики Етерия и е дарител на християнските обществени заведения. През 1851 г. със собствени средства отваря мъжко училище, известно като Чорбаджинайденовото, а през 1852 г. – девическо, което малко по-късно е взето от гърците. Двете сгради на училищата са специално построени за целта и двете изгарят през 1906 г. Женен е за гъркиня, нямат деца и осиновяват доктор Иван Найденович. Умира през 1852 г. в Одрин.